# Tony Barone
Pour les articles homonymes, voir Barone.
Anthony Andrew Barone, dit Tony Barone, né le 20 juillet 1946 à Chicago en Illinois et mort le 25 juin 2019, est un entraîneur et dirigeant américain de basket-ball.

## Biographie
Tony Barone, lors de sa période universitaire, joue au sein des Blue Devils de l'université Duke, où il obtient son diplôme en anglais en 1971. 
Devenu entraîneur, Il occupe un rôle d'assistant de l'entraîneur de son ancienne université de Duke, avant de rejoindre les Braves de Bradley, toujours dans un poste d'assistant de 1978 à 1985. Il devient alors l'entraîneur-chef des Bluejays de Creighton de 1985 à 1991. Pendant son séjour dans cette université, Tony Barone compile un bilan de 102 victoires pour 82 défaites et  conduit son équipe à deux apparitions dans un tournoi de la NCAA. Tony Barone a est recruté par les programmes majeurs de la Division I et occupe le poste d’entraîneur principal au Aggies  de l'université A&M du Texas, où il dirige l’équipe de 1991 à 1998. Au cours de cette période, Tony Barone a établi un record de 76 victoires pour 120 défaites, avec une seule saison, en 1993-1994, avec un bilan positif. Tony Barone est limogé de son poste d'entraîneur-chef après la saison 1997–1998. Il était membre du Temple de la renommée sportive de Chicagoland.
Tony Barone est décédé le 25 juin 2019 à l'âge de 72 ans.